# Tomasz Brożyna
Tomasz Brożyna (nascido em 19 de setembro de 1970) é um ex-ciclista profissional polonês. Entrou para o ciclismo profissional em 1995 e aposentou-se em 2006, aos 36 anos. É o primeiro ciclista polonês a completar as três Grandes Voltas (Tour de France, Giro d'Italia e Volta a Espanha).